# Paperino in: Andiamoci piano con il deltaplano!
Paperino in: Andiamoci piano con il deltaplano! (Hang Gliders Be Hanged!), pubblicata inizialmente col titolo Paperino Sport - Dove osano le aquile, è una storia a fumetti Disney scritta da Carl Barks nel 1975 e pubblicata nel 1984.

## Trama
La storia narra della sfida tra Paperino e il cugino Gastone, questa volta a bordo dei deltaplani. Il premio finale è una mega torta che, tra mille peripezie e pericoli, sembra che Paperino alla fine riuscirà a conquistare. In realtà lo sfortunato papero atterrerà proprio sulla torta, che dall'alto si confonde, per colori e forma, col punto d'arrivo dove, per chi avesse ancora qualche dubbio, arriva per primo Gastone. Non c'è nessuno, però, a festeggiarlo, impegnati tutti ad inseguire il malcapitato Paperino, reo di aver distrutto la torta della festa finale.

## Produzione
Alla fine degli anni sessanta Carsten Jacobsen, direttore editoriale della Egmont, contatta Carl Barks per avere da lui nuove storie da affidare ai disegnatori in forza nella sua scuderia. Barks, gentilmente come suo solito, gli invia un paio di soggetti. Andiamoci piano con il deltaplano!, scritta poi da Tom Anderson e disegnata da Vicar, riprende un soggetto dal titolo Hang Gliders Be Hanged (Che i deltaplani siano impiccati), scritto in un periodo in cui i deltaplani erano molto di moda.
Racconta, infatti, Barks:
Devo averlo scritto nel 1975, nel periodo in cui quello sport cominciava a diventare popolare. C'era un articolo sui deltaplani sul Popular Science del maggio 1974, e da quello mi sono ispirato.
Barks spedì i soggetti (l'altro era Go Slowly, Sands of Time) a Burbank e da qui vennero inoltrati in Danimarca. Per alcuni disguidi postali la storia non arrivò a destinazione. Allora Barks decise di riscrivere la storia come sceneggiatura completa e, finalmente, nel marzo 1984 la storia appare sulle pagine di Anders And&Co.
Rispetto all'originale barksiano, però, ci sono alcune differenze: la principale è l'assenza di una sequenza in cui Paperino, sul deltaplano, viene salvato dall'attacco di un gruppo di pipistrelli (l'attacco, comunque, viene mantenuto) dall'intervento dei nipotini.